# Eijsden-Margraten

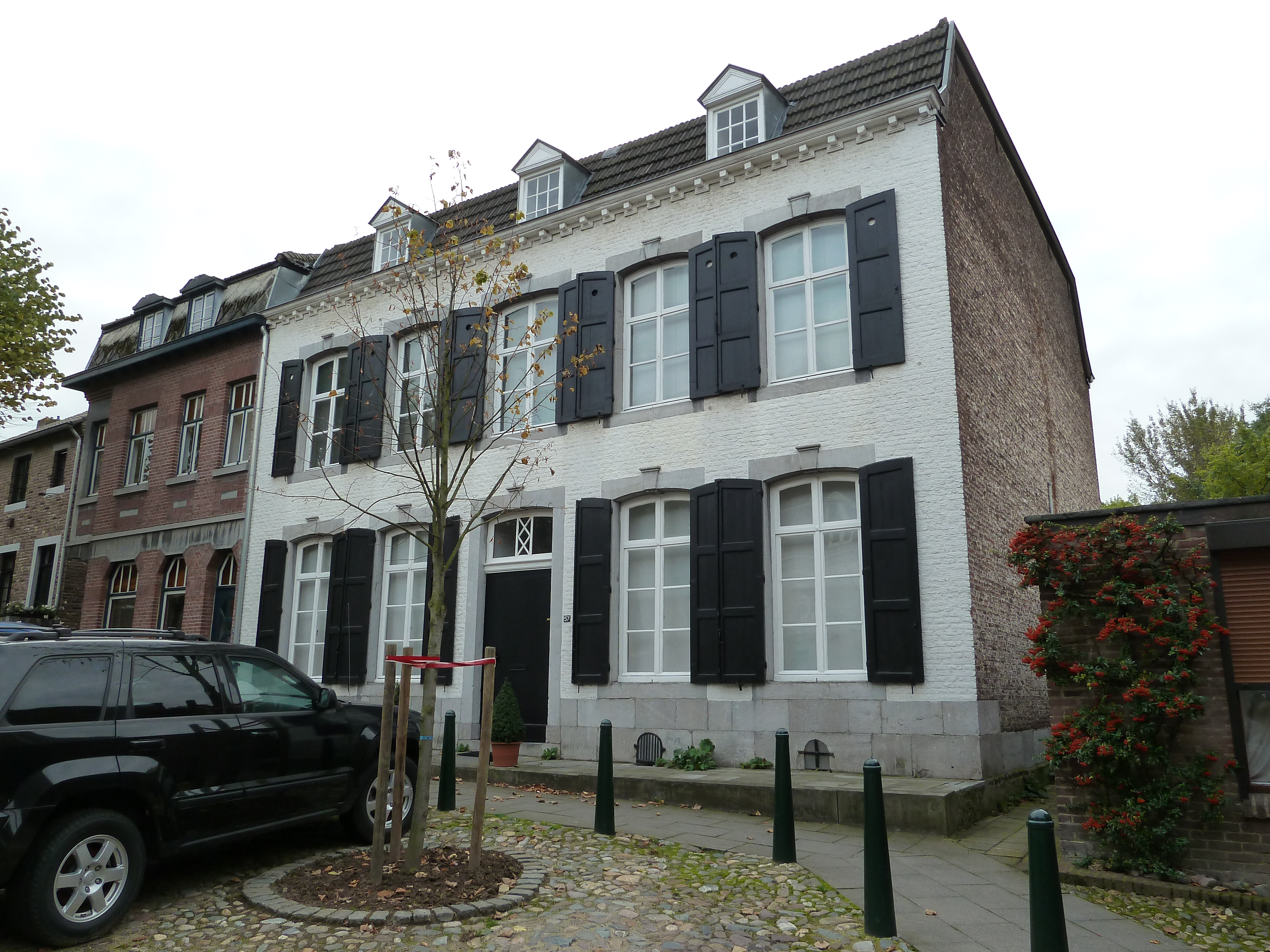
Hus i Eijsden.

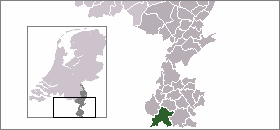
Lägeskarta

Eijsden-Margraten är en kommun i provinsen Limburg i Nederländerna. Kommunens totala area är 78,32 km² (där 0,92 km² är vatten) och invånarantalet är på 25 420 invånare (2017).